# Mikiah Herbert Harrigan
Mikiah „Kiki” Herbert Harrigan  (ur. 21 sierpnia 1998 w Island Harbour) – brytyjska koszykarka, reprezentantka kraju, występująca na pozycjach niskiej lub silnej skrzydłowej.
4 lutego 2023 zawarła kontrakt z Connecticut Sun na okres obozu treningowego.

## Osiągnięcia
Stan na 23 czerwca 2023, na podstawie, o ile nie zaznaczono inaczej.

### NCAA
- Mistrzyni NCAA (2017)
- Uczestniczka rozgrywek:
  - Elite 8 NCAA (2017, 2018)
  - Sweet 16 turnieju NCAA (2017–2019)
- Mistrzyni:
  - turnieju konferencji Southeastern (SEC – 2017, 2018, 2020)
  - sezonu regularnego konferencji SEC (2017, 2020)
- MVP turnieju konferencji SEC (2020)
- Zaliczona do II składu SEC (2020)

### Drużynowe
- Mistrzyni Wielkiej Brytanii (2023)[3]
- Zdobywczyni:
  - Pucharu WBBL (2023)[3]
  - Superpucharu WBBL (2023)[3]

### Indywidualne
(* – nagrody i wyróżnienia przyznane przez portal eurobasket.com)
- MVP:
  - sezonu brytyjskiej ligi WBBL (2023)[3]
  - Superpucharu WBBL (2023)[3]
- Zaliczona do I składu WBBL (2023)[3]

### Reprezentacja
- Uczestniczka mistrzostw Europy (2023)